# Mitchell (Indiana)
Mitchell es una ciudad ubicada en condado de Lawrence en el estado estadounidense de Indiana. En el Censo de 2010 tenía una población de 4350 habitantes y una densidad poblacional de 511,9 personas por km².

## Geografía
Mitchell se encuentra ubicada en las coordenadas 38°44′10″N 86°28′27″O / 38.73611, -86.47417. Según la Oficina del Censo de los Estados Unidos, Mitchell tiene una superficie total de 8.5 km², de la cual 8.48 km² corresponden a tierra firme y (0.15%) 0.01 km² es agua.

## Demografía
Según el censo de 2010, había 4350 personas residiendo en Mitchell. La densidad de población era de 511,9 hab./km². De los 4350 habitantes, Mitchell estaba compuesto por el 97.59% blancos, el 0.37% eran afroamericanos, el 0.23% eran amerindios, el 0.25% eran asiáticos, el 0.07% eran isleños del Pacífico, el 0.71% eran de otras razas y el 0.78% pertenecían a dos o más razas. Del total de la población el 1.38% eran hispanos o latinos de cualquier raza.

## Hijos ilustres
- Catherine Murphy Urner (1891-1942), compositora.